# Lilla Hålevatten (Älvsåkers socken, Halland, vid Salvebo)
Lilla Hålevatten är en sjö i Kungsbacka kommun i Halland och ingår i Kungsbackaåns huvudavrinningsområde. Sjön är 9,4 meter djup, har en yta på 0,02 kvadratkilometer och är belägen 104 meter över havet.